# Levie
Levie település Franciaországban, Corse-du-Sud megyében. Lakosainak száma 674 fő (2022. január 1.). Levie Serra-di-Scopamène, Altagène, Carbini, Figari, Foce, Mela, Pianottoli-Caldarello, Porto-Vecchio, Quenza, Sartène, Sorbollano, Sotta, San-Gavino-di-Carbini és Sainte-Lucie-de-Tallano községekkel határos.

## Népesség
A település népességének változása:
| Lakosok száma | 1002 | 752  | 696  | 743  | 753  | 728  | 687  | 667  | 674  | 674  |
|               | 1968 | 1982 | 1999 | 2006 | 2011 | 2015 | 2017 | 2018 | 2020 | 2022 |